# Malachra helodes
Malachra helodes är en malvaväxtart som beskrevs av Carl Friedrich Philipp von Martius. Malachra helodes ingår i släktet Malachra och familjen malvaväxter. Inga underarter finns listade i Catalogue of Life.